# Championnat d'Allemagne de football 1938-1939
Navigation
Meisterschaft
(Gauligen)
1937-1938 Meisterschaft
(Gauligen)
1939-1940
La saison 1938-1939 du Championnat d'Allemagne de football était la 32e édition de la première division allemande. Dix-huit clubs participent à la compétition nationale, il s'agit des 18 vainqueurs des Gauligen, les championnats régionaux mis en place par le régime nazi. À partir de cette saison et du fait de l'Anschluss (annexion de l'Autriche par le IIIe Reich), les clubs autrichiens prennent part au championnat allemand. Le championnat autrichien est transformé en championnat « régional » qui qualifie 2 clubs pour le championnat national.
Les 18 équipes disputent un premier tour où elles sont réparties en 4 poules. Du fait de l'incorporation des équipes autrichiennes et de la création de 2 Gauliga supplémentaires, la poule 2 est scindée en 2 groupes de 3 équipes. Chacune des équipes rencontre ses adversaires 2 fois, à domicile et à l'extérieur. L'équipe classée première du groupe à la fin de la première phase est qualifiée pour le tableau final, qui se joue en demi-finale et finale sur match simple.
Schalke 04 remporte facilement (9-0) la finale en s'imposant face à l'Admira Vienne. C'est le 5e titre de champion d'Allemagne de son histoire. 

## Les 18 clubs participants
| - Ostpreußen : SV Hindenburg Allenstein - Poméranie : Viktoria Stolp - Brandebourg : SV Blau-Weiß Berlin - Schliesen : VfR Gleiwitz - Sachsen : Dresdner SC - Centre : SV Dessau 05 - Nordmark : Hambourg SV - Niedersachsen : VfL Osnabrück Gauliga nées de l'Anschluss : - Sudetenland : Warnsdorfer FK - Ostmark : Admira Vienne | - Westphalie : Schalke 04 - Niederrhein : Fortuna Düsseldorf - Mittelrhein : Sulz 07 - Hesse : SC 03 Kassel - Sud-Ouest : Wormatia Worms - Bade : SV Waldhof Mannheim - Wurttemberg : Stuttgarter Kickers - Bavière : 1. FC Schweinfurt 05 |

## Compétition

### Premier tour
Les 18 champions de Gauliga sont répartis en 4 poules, seul le premier accède aux demi-finales.

#### Groupe 1
| Rang | Équipe                   | Pts | J | G | N | P | Bp | Bc | Diff |  | Résultats (▼ dom., ► ext.) | Hamb | Osna | Hind | Berl |
| ---- | ------------------------ | --- | - | - | - | - | -- | -- | ---- |  | -------------------------- | ---- | ---- | ---- | ---- |
| 1    | Hambourg SV              | 9   | 6 | 4 | 1 | 1 | 22 | 11 | +11  |  | Hambourg SV                |      | 5-1  | 4-1  | 3-3  |
| 2    | VfL Osnabrück            | 6   | 6 | 2 | 2 | 2 | 10 | 12 | -2   |  | VfL Osnabrück              | 4-2  |      | 1-3  | 1-1  |
| 3    | SV Hindenburg Allenstein | 5   | 6 | 2 | 1 | 3 | 10 | 12 | -2   |  | SV Hindenburg Allenstein   | 2-5  | 0-0  |      | 1-2  |
| 4    | SV Blau-Weiß Berlin      | 4   | 6 | 1 | 2 | 3 | 7  | 14 | -7   |  | SV Blau-Weiß Berlin        | 0-3  | 1-3  | 0-3  |      |

#### Groupe 2

##### Groupe 2A
| Rang | Équipe             | Pts | J | G | N | P | Bp | Bc | Diff |  | Résultats (▼ dom., ► ext.) | Fort | Sulz | Vikt |
| ---- | ------------------ | --- | - | - | - | - | -- | -- | ---- |  | -------------------------- | ---- | ---- | ---- |
| 1    | Fortuna Düsseldorf | 6   | 4 | 3 | 0 | 1 | 7  | 4  | +3   |  | Fortuna Düsseldorf         |      | 3-1  | 1-0  |
| 2    | VfL Koln/Sulz 07   | 4   | 4 | 2 | 0 | 2 | 10 | 6  | +4   |  | VfL Koln/Sulz 07           | 2-3  |      | 5-0  |
| 3    | Viktoria Stolp     | 2   | 4 | 1 | 0 | 3 | 1  | 8  | -7   |  | Viktoria Stolp             | 1-0  | 0-2  |      |

##### Groupe 2B
| Rang | Équipe               | Pts | J | G | N | P | Bp | Bc | Diff |  | Résultats (▼ dom., ► ext.) | Dres | Schw | Warn |
| ---- | -------------------- | --- | - | - | - | - | -- | -- | ---- |  | -------------------------- | ---- | ---- | ---- |
| 1    | Dresdner SC          | 6   | 4 | 3 | 0 | 1 | 9  | 3  | +6   |  | Dresdner SC                |      | 0-1  | 3-1  |
| 2    | 1. FC Schweinfurt 05 | 6   | 4 | 3 | 0 | 1 | 9  | 4  | +5   |  | 1. FC Schweinfurt 05       | 0-1  |      | 4-1  |
| 3    | Warnsdorfer FK       | 0   | 4 | 0 | 0 | 4 | 5  | 16 | -11  |  | Warnsdorfer FK             | 1-5  | 2-4  |      |

##### Finale du groupe
| Équipe 1    | Résultat | Équipe 2           | Aller | Retour |
| ----------- | -------- | ------------------ | ----- | ------ |
| Dresdner SC | 7 - 4    | Fortuna Düsseldorf | 4 - 1 | 3 - 3  |

#### Groupe 3
| Rang | Équipe              | Pts | J | G | N | P | Bp | Bc | Diff |  | Résultats (▼ dom., ► ext.) | Admi | Stut | Mann | Dess |
| ---- | ------------------- | --- | - | - | - | - | -- | -- | ---- |  | -------------------------- | ---- | ---- | ---- | ---- |
| 1    | Admira Vienne       | 7   | 6 | 3 | 1 | 2 | 20 | 11 | +9   |  | Admira Vienne              |      | 6-2  | 8-3  | 0-1  |
| 2    | Stuttgarter Kickers | 7   | 6 | 3 | 1 | 2 | 13 | 13 | 0    |  | Stuttgarter Kickers        | 1-1  |      | 3-2  | 3-2  |
| 3    | SV Waldhof Mannheim | 5   | 6 | 2 | 1 | 3 | 12 | 16 | -4   |  | SV Waldhof Mannheim        | 3-0  | 1-4  |      | 3-1  |
| 4    | SV Dessau 05        | 5   | 6 | 2 | 1 | 3 | 6  | 11 | -5   |  | SV Dessau 05               | 1-5  | 1-0  | 0-0  |      |

#### Groupe 4
| Rang | Équipe            | Pts | J | G | N | P | Bp | Bc | Diff |  | Résultats (▼ dom., ► ext.) | Scha | Glei | Worm | Kass |
| ---- | ----------------- | --- | - | - | - | - | -- | -- | ---- |  | -------------------------- | ---- | ---- | ---- | ---- |
| 1    | Schalke 04        | 10  | 6 | 5 | 0 | 1 | 17 | 5  | +12  |  | Schalke 04                 |      | 2-1  | 1-0  | 6-1  |
| 2    | Vorwarts Gleiwitz | 8   | 6 | 4 | 0 | 2 | 12 | 11 | +1   |  | Vorwarts Gleiwitz          | 0-4  |      | 5-3  | 2-1  |
| 3    | Wormatia Worms    | 6   | 6 | 3 | 0 | 3 | 12 | 10 | +2   |  | Wormatia Worms             | 2-1  | 1-2  |      | 3-1  |
| 4    | Kasseler SC       | 0   | 6 | 0 | 0 | 6 | 4  | 19 | -15  |  | Kasseler SC                | 1-3  | 0-2  | 0-3  |      |

### Demi-finale
- Les matchs ont eu lieu le 7 juin 1939 (match d'appui le 11 juin 1939).

| Équipe 1      | Résultat | Équipe 2    |
| ------------- | -------- | ----------- |
| Admira Vienne | 4 - 1    | Hambourg SV |
| Schalke 04    | 3 - 3    | Dresdner SC |
| Schalke 04    | 2 - 0    | Dresdner SC |

### Match pour la3eplace
| 17 juin 1939 | Dresdner SC | 3 - 2 | Hambourg SV | Dresde |  |
|              |             |       |             |        |  |

### Finale
| 18 juin 1939 | Schalke 04 | 9 - 0 | Admira Vienne | Olympiastadion, Berlin |
|              |            |       |               | Spectateurs : 100 000  |

## Bilan de la saison
| Tableau d'Honneur                   |              |
| Compétition                         | Vainqueur    |
| Championnat d'Allemagne de football | Schalke 04   |
| Coupe d'Allemagne de football       | FC Nuremberg |